# Олд фешен
«Олд фешен» (англ. Old fashioned — старомодный, на прежний манер) — коктейль-аперитив Международной ассоциации барменов. Смешивается в бокале на основе бурбона или ржаного виски. В качестве гарнира украшается долькой апельсина и коктейльной вишней. Входит в число официальных коктейлей Международной ассоциации барменов (IBA), категория «Незабываемые» (англ. Unforgettables).

## Приготовление
Коктейль готовится в особом стакане «олд фешен», названном в честь напитка. На дно стакана кладётся кусок сахара, добавляется капля биттера, и немного содовой. Всё давится мадлером. Затем добавляется лёд и заливается алкоголь. Бокал украшают долькой апельсина и вишней.

## История
В 1806 году в печати впервые проявилось слово «коктейль», которое определялось как смесь алкоголя, биттера, воды и сахара. В 1833 году сходное описание было дано коктейлю, подаваемому в Нью-Йорке и украшенному мускатным орехом. В 1860 году коктейль смешивали в том числе на основе абсента, кюрасао и других ликёров. Изначальная рецептура возвратилась в бары с уточнением «old-fashioned», то есть «старомодный». Наиболее популярным рецептом «старомодного» коктейля стали смеси с виски, причём чаще выбор падал на ржаной виски, нежели на бурбон. При этом в 1882 году рецепт коктейля соответствовал описанию 70-летней давности: смесь алкоголя, биттера, воды и сахара.
Традиционно считается, что в качестве названия «Олд фешен» впервые использовали для коктейля на основе бурбона в Пенденнис-клаб, клубе джентльменов, основанном в 1881 году в Луисвилле, штат Кентукки. Утверждается, что рецепт был придуман барменом этого клуба в честь полковника Джеймса Пеппера (1867—1906), производителя бурбона. Через бармена коктейль попал в бар гостиницы «Уолдорф-Астория» в Нью-Йорке.

## Вариации
В оригинальном рецепте Олд фешен используется виски, который был доступен в Америке в XIX веке, также ирландский виски, бурбон или ржаной виски. Но в некоторых регионах, особенно в Висконсине, вместо виски используют бренди (так называемый Brandy Old Fashioned). Впоследствии использование другого алкоголя стало распространенным явлением, например использование джина стало популярным в конце 40-х годов. Также стало популярным использование содовой.
Уже после изобретения оригинального рецепта, в 1930-е годы в рецепт Олд фешен добавили кусочек апельсина или вишню для коктейлей. В некоторые рецепты изредка начали добавлять цедру апельсина для аромата. Но в конце 1990-х годов распространилось использование толчёного апельсина и других фруктов.

## Культурное влияние
Олд фешен — коктейль излюбленный Доном Дрейпером, главным героем телесериала «Безумцы», действие которого происходит в 1960-х годах. Использование напитка в серии совпало с возобновлением интереса к этому и другим классическим коктейлям в 2000-х годах.